# Farnese Vini-Neri Sottoli/2011
Deze pagina geeft een overzicht van de Farnese Vini-Neri Sottoli wielerploeg in  2011.

## Algemeen
Sponsors: Farnese Vini
Manager: Igor Poberyy
Ploegleiders: Kateryna Bezsudnaya, Mykola Myrza

## Renners
| Naam               | Geboortedatum | Nationaliteit | Ploeg 2010                                               |
| ------------------ | ------------- | ------------- | -------------------------------------------------------- |
| Alessandro Bisolti | 07-03-1985    | Italië        | Colnago-CSF Inox                                         |
| Ottavio Bulgarelli | 15-10-1984    | Brazilië      | geen ploeg                                               |
| Diego Caccia       | 31-07-1981    | Italië        |                                                          |
| Francesco Failli   | 16-12-1983    | Italië        | Acqua & Sapone                                           |
| Elia Favilli       | 16-12-1983    | Italië        | was vanaf 01-08-2010 stagiair                            |
| Oscar Gatto        | 01-01-1985    | Italië        |                                                          |
| Leonardo Giordani  | 27-05-1977    | Italië        | Ceramica Flaminia                                        |
| Andrea Guardini    | 16-12-1989    | Italië        | was vanaf 01-08-2010 stagiair                            |
| Luca Mazzanti      | 04-02-1974    | Italië        | Katjoesja                                                |
| Gianluca Mirenda   | 07-11-1983    | Italië        |                                                          |
| Takashi Miyazawa   | 27-02-1978    | Japan         | Team Nippo                                               |
| Pierpaolo De Negri | 05-06-1986    | Italië        |                                                          |
| Andrea Noè         | 15-01-1969    | Italië        | Ceramica Flaminia                                        |
| Roberto De Patre   | 13-09-1988    | Italië        | Acqua & Sapone                                           |
| Lubos Pelanek      | 21-07-1981    | Tsjechië      | Tusnad Cycling Team                                      |
| Matteo Rabottini   | 14-08-1987    | Italië        | Lampre-Farnese Vini (was hier vanaf 01-08-2010 stagiair) |
| Davide Ricci Bitti | 12-02-1984    | Italië        |                                                          |
| Patrik Sinkewitz   | 20-10-1980    | Duitsland     |                                                          |
| Giovanni Visconti  | 13-01-1983    | Italië        |                                                          |
| Emanuele Vona      | 19-03-1983    | Italië        |                                                          |

## Belangrijke overwinningen
| Ronde van Langkawi 1e etappe: Andrea Guardini 2e etappe: Andrea Guardini 6e etappe: Andrea Guardini 7e etappe: Andrea Guardini 10e etappe: Andrea Guardini Ronde van Reggio Calabria 2e etappe: Oscar Gatto Ronde van Qatar 5e etappe: Andrea Guardini Gran Premio Dell'Insubria-Lugano Winnaar: Giovanni Visconti | Internationale wielerweek 6e etappe: Giovanni Visconti Ronde van Turkije 1e etappe: Andrea Guardini 5e etappe: Matteo Rabottini 7e etappe: Andrea Guardini Ronde van Italië 8e etappe: Oscar Gatto NK wielrennen Italië - wegwedstrijd: Giovanni Visconti Ronde van Slovenië 3e etappe: Andrea Guardini | Trofeo Matteotti Winnaar: Oscar Gatto Ronde van Portugal 5e etappe: Andrea Guardini GP Industria e Commercio Artigianato Carnaghese Winnaar: Giovanni Visconti Wielerweek van Lombardije 4e etappe: Giovanni Visconti Ronde van Romagna Winnaar: Oscar Gatto Ronde van Padanië 5e etappe: Andrea Guardini |

2007 · 2008 · 2009 · 2010 · 2011 · 2012 · 2013 · 2014 · 2015 · 2016